# Kapelščak
Kapelščak is een plaats in de gemeente Sveti Martin na Muri in de Kroatische provincie Međimurje. De plaats telt 173 inwoners (2001).